# Miroslav Suja
Miroslav Suja (* 7. dubna 1976 Detva) je slovenský politik a podnikatel, v letech 2020 až 2023 poslanec Národní rady SR, bývalý člen ĽSNS, od roku 2021 člen hnutí Republika.  

## Osobní život a kariéra
Narodil se v dubnu 1976 v Detvě. V roce 1996 složil maturitu na mistním Středním odborném učilišti strojařském. Poté absolvolal základní vojenskou službu. V letech 2003 až 2010 se živil jako živnostník, přičemž v letech 2007 až 2012 absolvoval studium učitelství umělecko-výchovných a výchovných předmětů (získal titul bakalář) a následně učitelství umělecko-výchovných předmětů (získal magisterský titul) na Univerzitě Mateja Bela v Banskej Bystrici. V roce 2018 získal po absolvování rigorózní zkoušky titul doktora pedagogiky. V letech 2010 až 2016 působil jako manažer ve společnosti ROMI TRADE, zároveň byl v této době členem dozorčí rady společnosti BYTES. V roce 2019 zahájil doktorské studium oboru Ekosystémové služby lesů na Technické univerzitě ve Zvolenu.

## Politické působení
V roce 2009 byl zvolen poslancem Banskobystrického kraje za koalici strany Most-Híd a Strany zelených (jíž byl členem v okrese Detva. V roce 2016 se za působení Mariana Kotleby ve funkci župana kraje stal místopředsedou představenstva a v roce 2017 navíc ředitelem Banskobystrické regionální správy cest. V parlamentních volbách v roce 2020 kandidoval na 15. místě kandidátní listiny ĽSNS, ke stejnému roku zároveň působil jako místopředseda této strany. Získal 4 315 preferenčních hlasů, ale mandát v NR SR nezískal. Poslancem se však stal z pozice náhradníka poté, co na svou funkci rezignovala poslankyně Danica Mikovčáková ještě předtím, než se vůbec ujala mandátu. Po svém zvolení se stal místopředsedou výboru NR SR pro zemědělství a životní prostředí.
V lednu 2021 opustil spolu s některými kolegy (např. Milanem Uhríkem, Milanem Mazurkem či Ondrejem Ďuricou) ĽSNS. V březnu 2021 poté stál u zrodu hnutí Republika, jehož se zároveň stal místopředsedou. V roce 2022 neúspěšně kandidoval na funkci poslance Banskobystrického kraje.  V parlamentních volbách v roce 2023 kandidoval na 2. místě kandidátní listiny hnutí. Získal 52 206 preferenčních hlasů, ale nebyl zvolen (hnutí získalo jen 4,75 % hlasů a tedy žádný mandát). V evropských volbách v roce 2024 kandidoval na 3. místě kandidátní listiny hnutí Republika na funkci europoslance, ale nebyl zvolen.

## Kontroverze
V květnu 2021 Suja vylil do tváře pohár vody tehdejšímu ministrovi financí Igoru Matovičovi. V červnu 2021 uvedli poslanci hnutí OĽaNO, že se obávají, že je Suja chce fyzicky napadnout. V srpnu 2021 se měl pokusit napadnout státního tajemníka Juraje Smetanu. Ten na něj poté podal trestní oznámení. V říjnu 2021 proti Sujovi zahájil řízení mandátový a imunitní výbor NR SR. V prosinci 2021 rozhodl tentýž výbor, že se Suja má omluvit poslanci SaS Jánu Benčíkovi za to, že jej o několik měsíců dříve označil za vraha.
V květnu 2022 Suju obvinila Národná kriminálna agentúra ze zločinu porušování povinnosti při správě cizího majetku v souvislosti se svým působením na Banskobystrické regionální správě cest. V roce 2024 však stále soud se Sujem nezačal. V březnu 2025 však byl trestním příkazem uznán vinným z pokračovacího zločinu porušování povinnosti při správě cizího majetku. Proti verdiktu se však Suja odvolal s tím, že trvá na své nevině.